# Sankt Martin im Innkreis
Sankt Martin im Innkreis osztrák mezőváros Felső-Ausztria Riedi járásában. 2022 januárjában 2132 lakosa volt.

## Elhelyezkedése

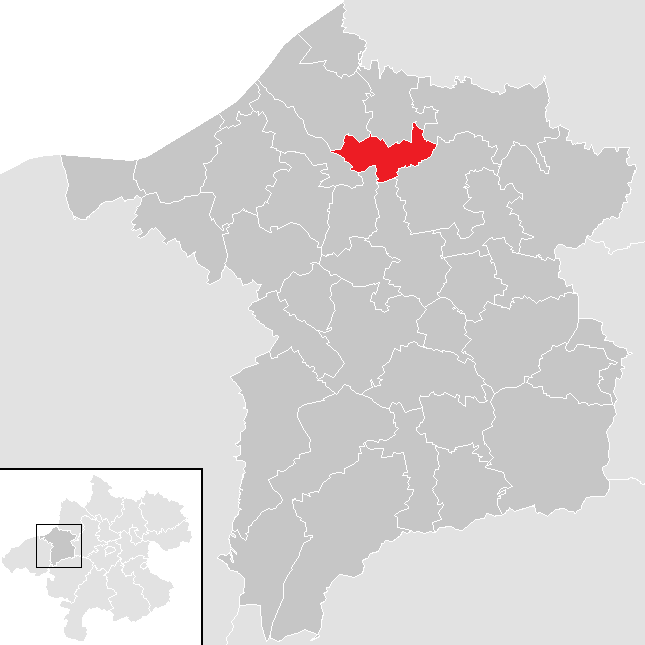
Sankt Martin im Innkreis a Ried im Innkreis-i járásban

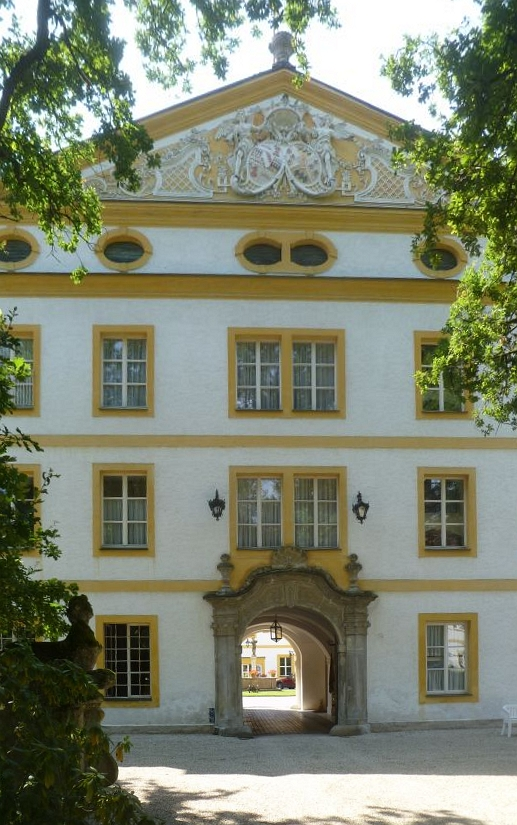
A St. Martin-i kastély

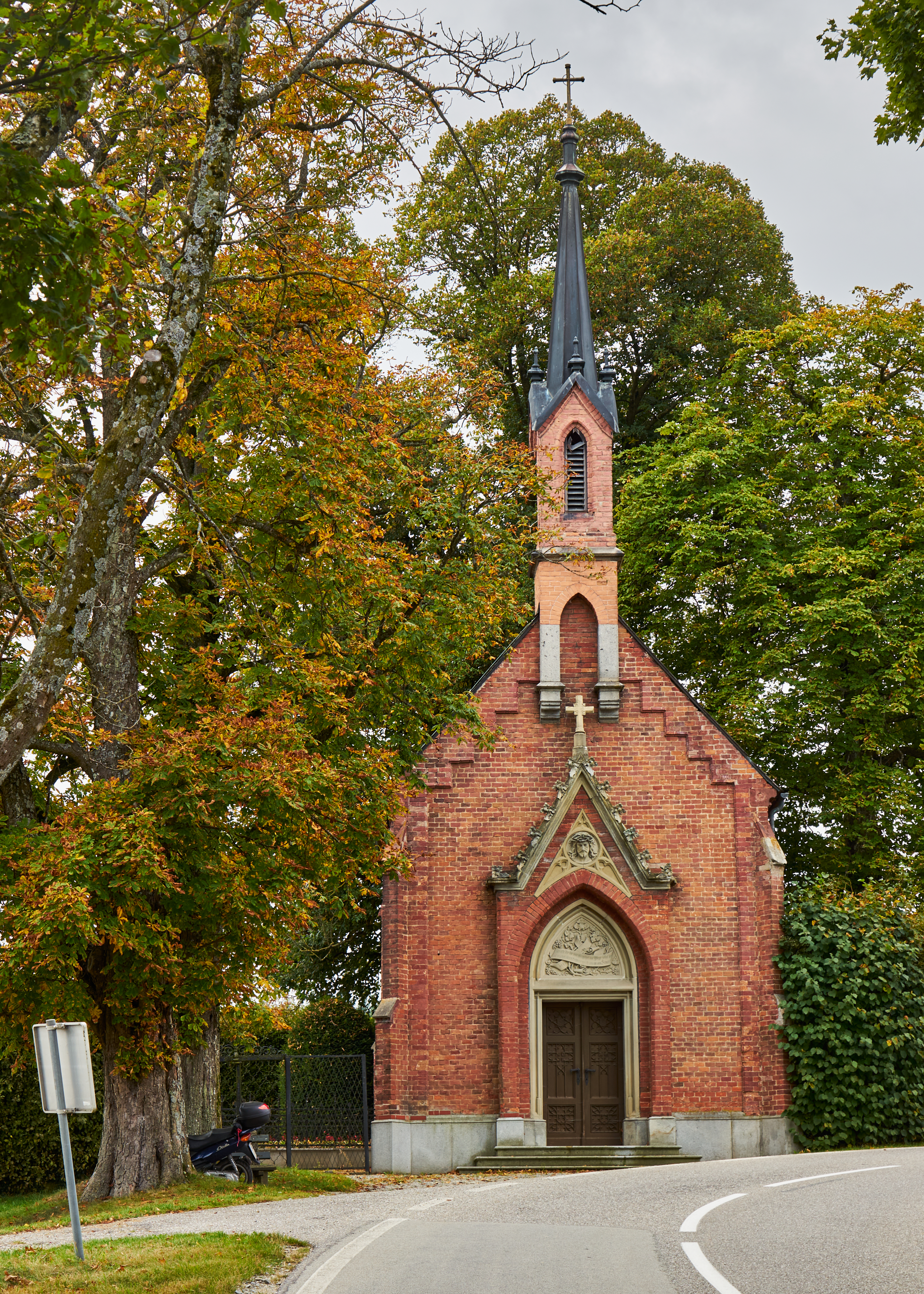
A kálváriadombi kápolna

Sankt Martin im Innkreis a tartomány Innviertel régiójában fekszik, az Innvierteli-dombságon, az Antiesen folyó mentén. Területének 13,1%-a erdő, 66,3% áll mezőgazdasági művelés alatt. Az önkormányzat 8 települést és településrészt egyesít: Breitenaich (248 lakos 2021-ben), Diesseits (1250), Hofing (6), Hötzlarn (36), Jenseits (351), Karchham (59), Koblstadt (94) és Sindhöring (351).
A környező önkormányzatok: északra Ort im Innkreis, északkeletre Lambrechten, délkeletre Utzenaich, délre Aurolzmünster, délnyugatra Senftenbach, nyugatra Mörschwang, északnyugatra Reichersberg.

## Története
St. Martint 1084-ban említik először, mint a passaui püspökség birtokát. A régió 1779-ig Bajorországhoz tartozott; ekkor a bajor örökösödési háborút lezáró tescheni béke Ausztriának ítélte az Innviertelt. A napóleoni háborúk alatt a falu rövid időre visszatért a francia bábállam Bajországhoz, de 1816 után végleg Ausztriáé lett. 1821-ben a kihaló Tattenbachoktól az Arco-Valley grófok örökölték meg a St. Martin-i uradalmat.
St. Martin községi önkormányzata 1850-ben alakult meg.
Az 1938-as Anschluss után a települést a Harmadik Birodalom Oberdonaui gaujába sorolták be. A második világháború végén, 1945 februárjában Bécsből ide menekítették a spanyol lovasiskola lipicai lovait. A háborút követően St. Martin visszatért Felső-Ausztriához.

## Lakosság
A Sankt Martin im Innkreis-i önkormányzat területén 2021 januárjában 2132 fő élt. A lakosságszám 1981 óta gyarapodó tendenciát mutat. 2019-ben az ittlakók 77,4%-a volt osztrák állampolgár; a külföldiek közül 2,5% a régi (2004 előtti), 14,6% az új EU-tagállamokból érkezett. 4,6% az egykori Jugoszlávia (Szlovénia és Horvátország nélkül) vagy Törökország, 1% egyéb országok polgára volt. 2001-ben a lakosok 91%-a római katolikusnak, 1% evangélikusnak, 3,2% mohamedánnak, 3,1% pedig felekezeten kívülinek vallotta magát. Ugyanekkor 5 magyar élt a mezővárosban; a legnagyobb nemzetiségi csoportokat a németek (88,5%) mellett a horvátok (7,6%) és a szerbek (1%) alkották.
A népesség változása:

| 2016 | 1 977 |
| 2018 | 2 055 |

## Látnivalók
- a Szt. Márton-plébániatemplom
- a St. Martin-i kastély
- a kálváriadombi kápolna

## Híres St. Martin-iak
- Anton von Arco auf Valley (1897-1945) szélsőjobboldali aktivista, Kurt Eisner bajor miniszterelnök gyilkosa

## Fordítás
- Ez a szócikk részben vagy egészben  a   Sankt Martin im Innkreis című német Wikipédia-szócikk ezen változatának fordításán alapul.  Az eredeti cikk szerkesztőit annak laptörténete sorolja fel. Ez a jelzés csupán a megfogalmazás eredetét és a szerzői jogokat jelzi, nem szolgál a cikkben szereplő információk forrásmegjelöléseként.